# 塞萨洛尼基城墙
塞萨洛尼基城墙 (希臘語：Τείχη της Θεσσαλονίκης)是从拜占庭早期（四世纪末，约390年）直到19世纪末期环绕塞萨洛尼基的城墙，大部分城墙已在奥斯曼帝国当局改建城市时拆除。
塞萨洛尼基城墙为砖石交替的典型罗马晚期建筑，一部分纳入了更早的城墙（3世纪）。城墙的北部毗邻该市的卫城，卫城有一个堡垒Heptapyrgion。

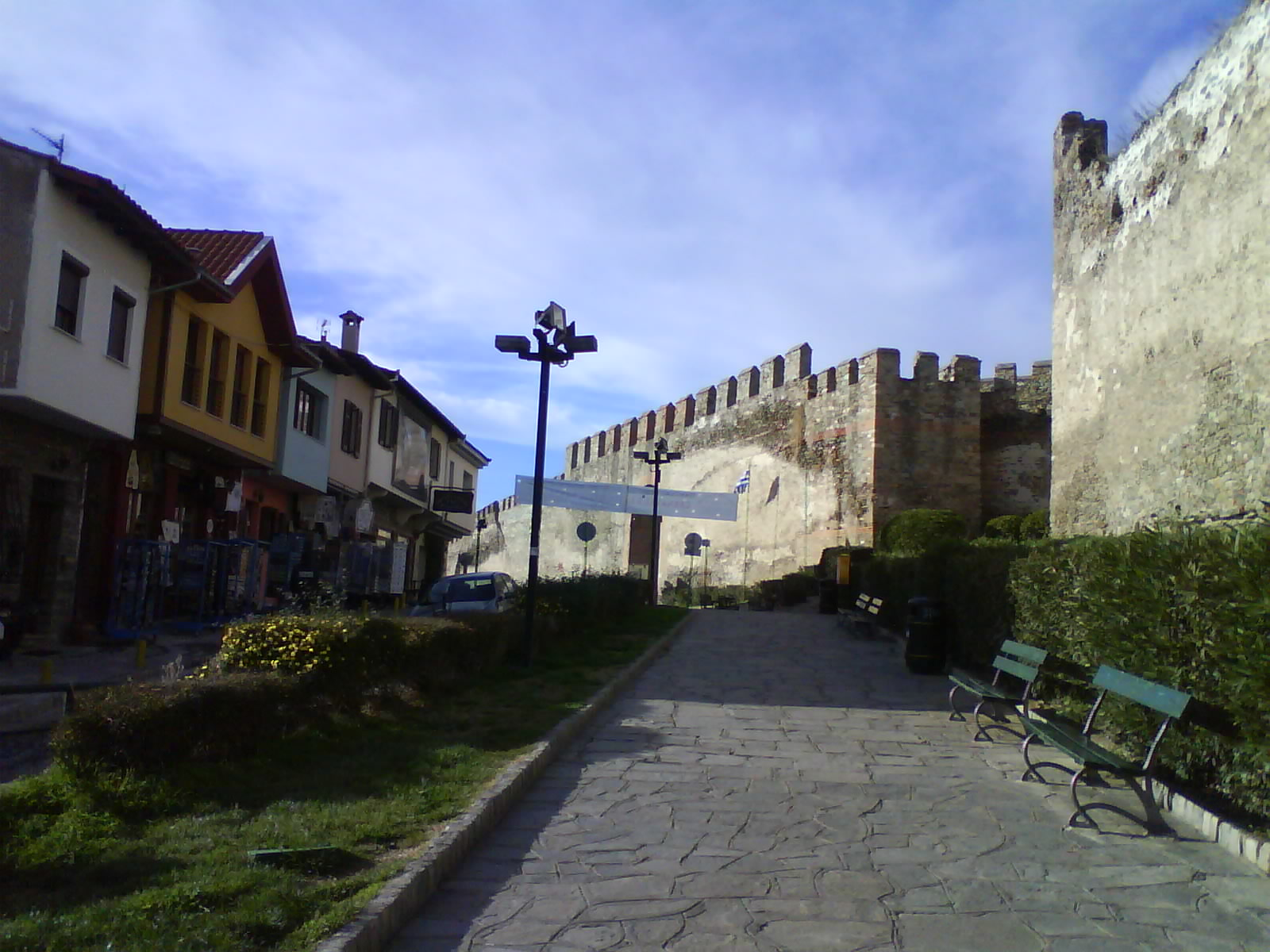
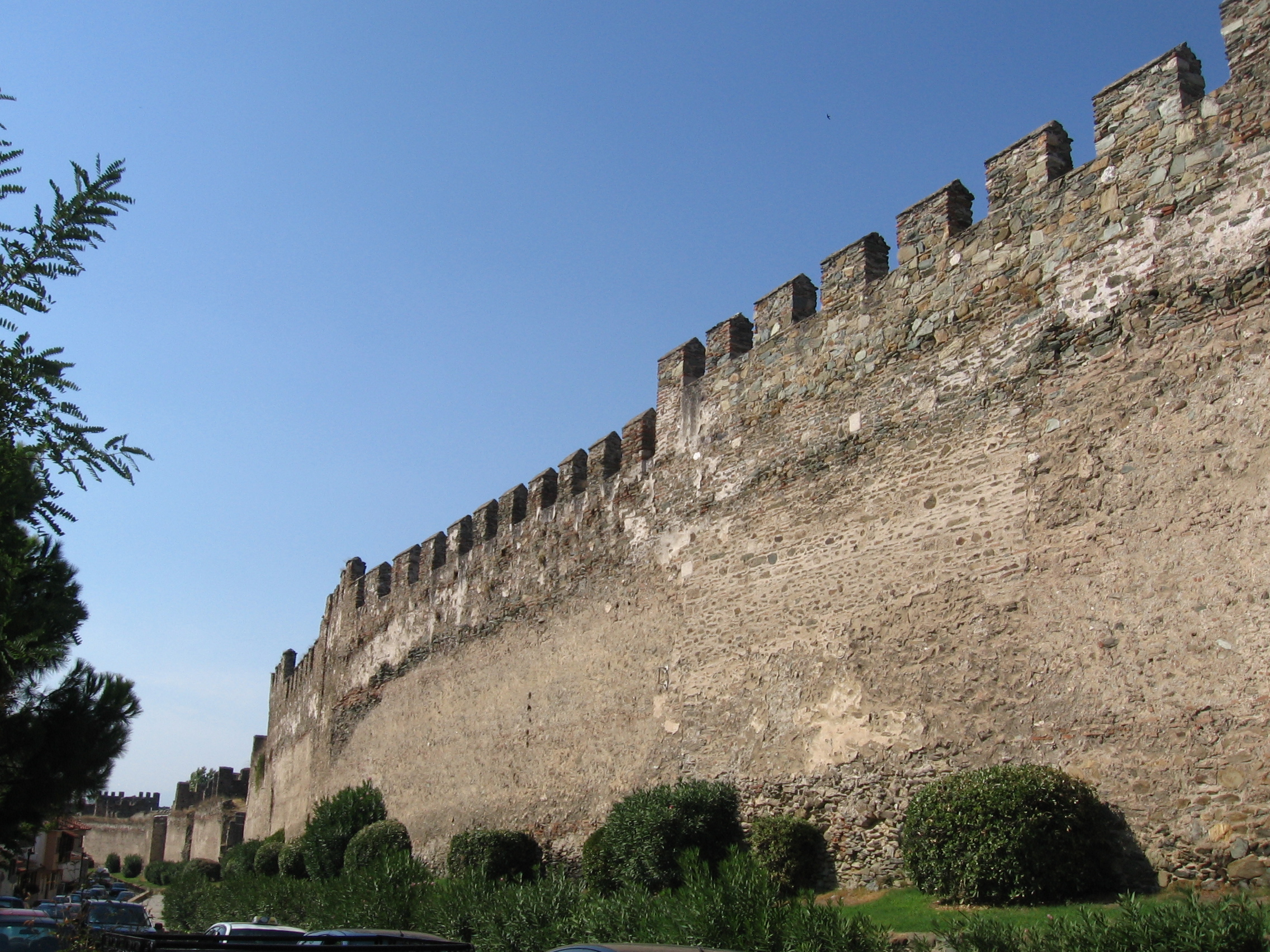
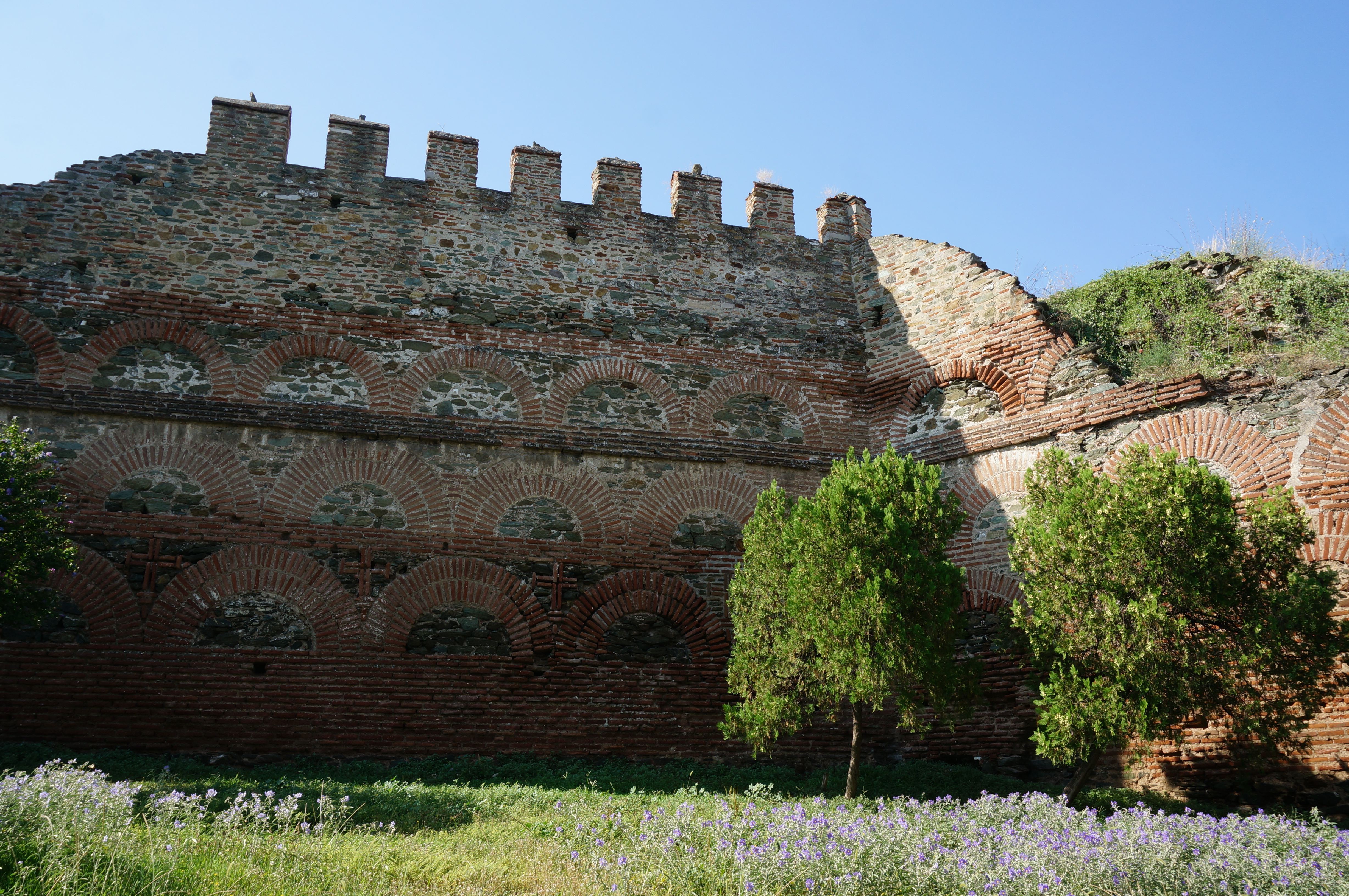
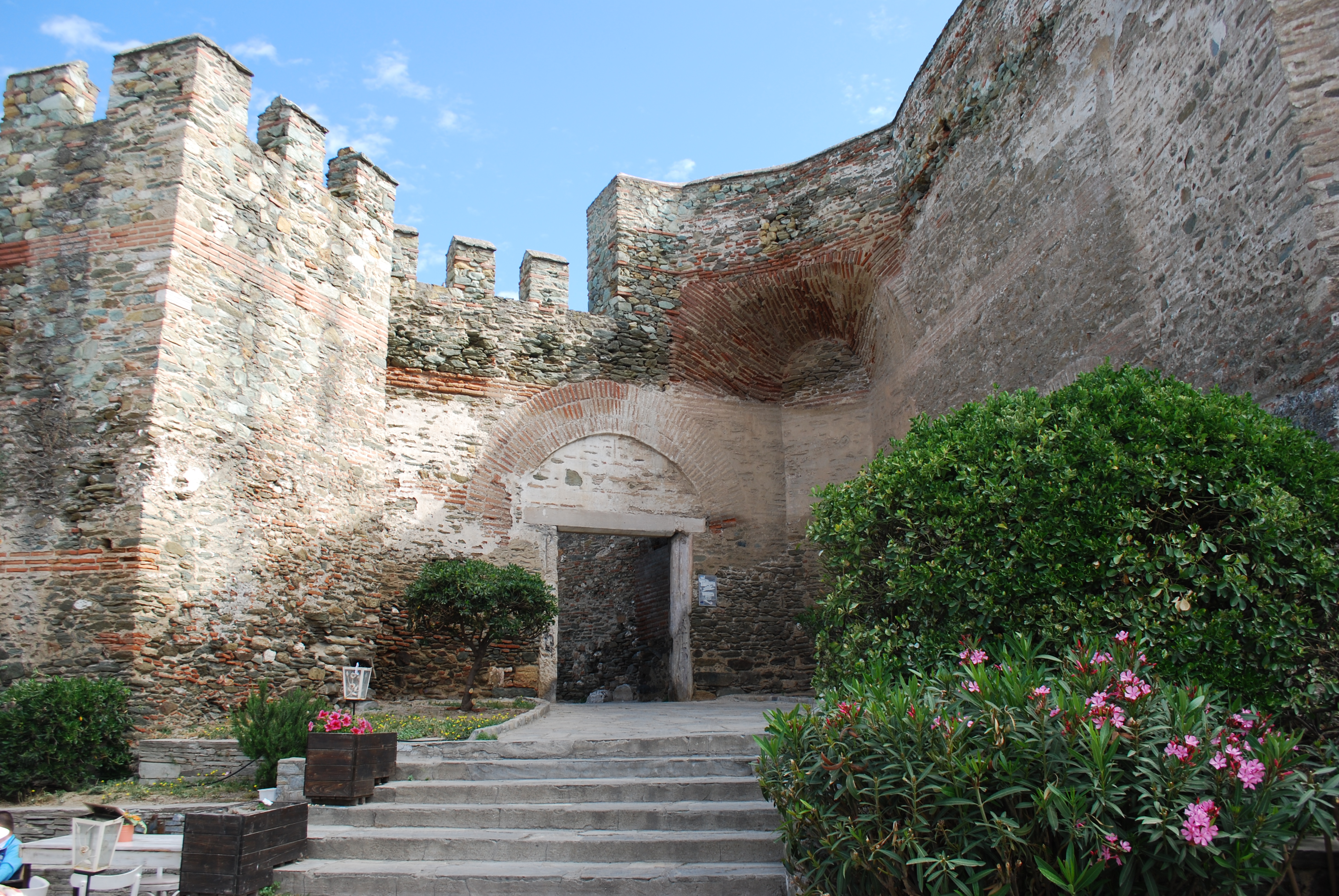
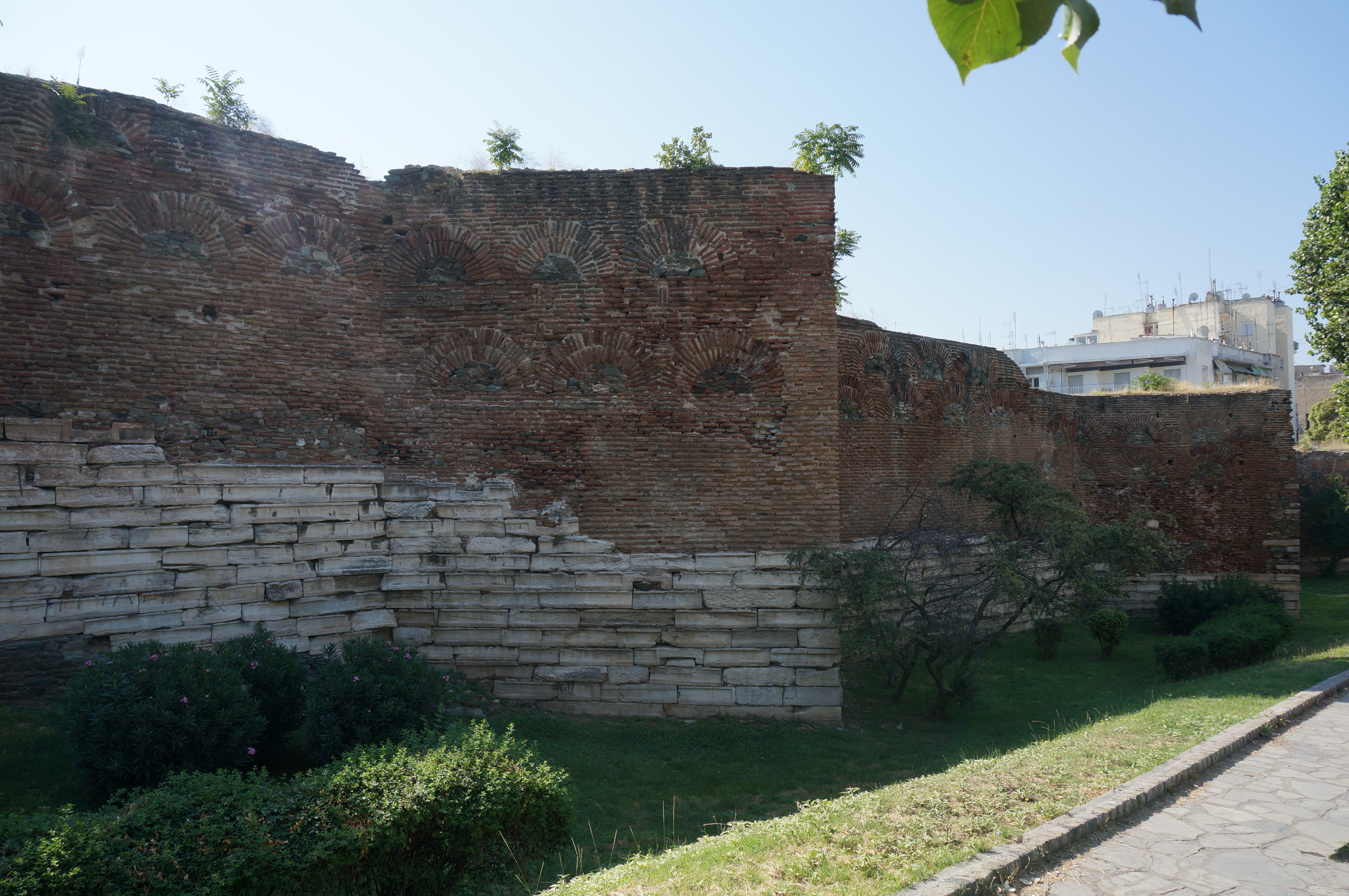
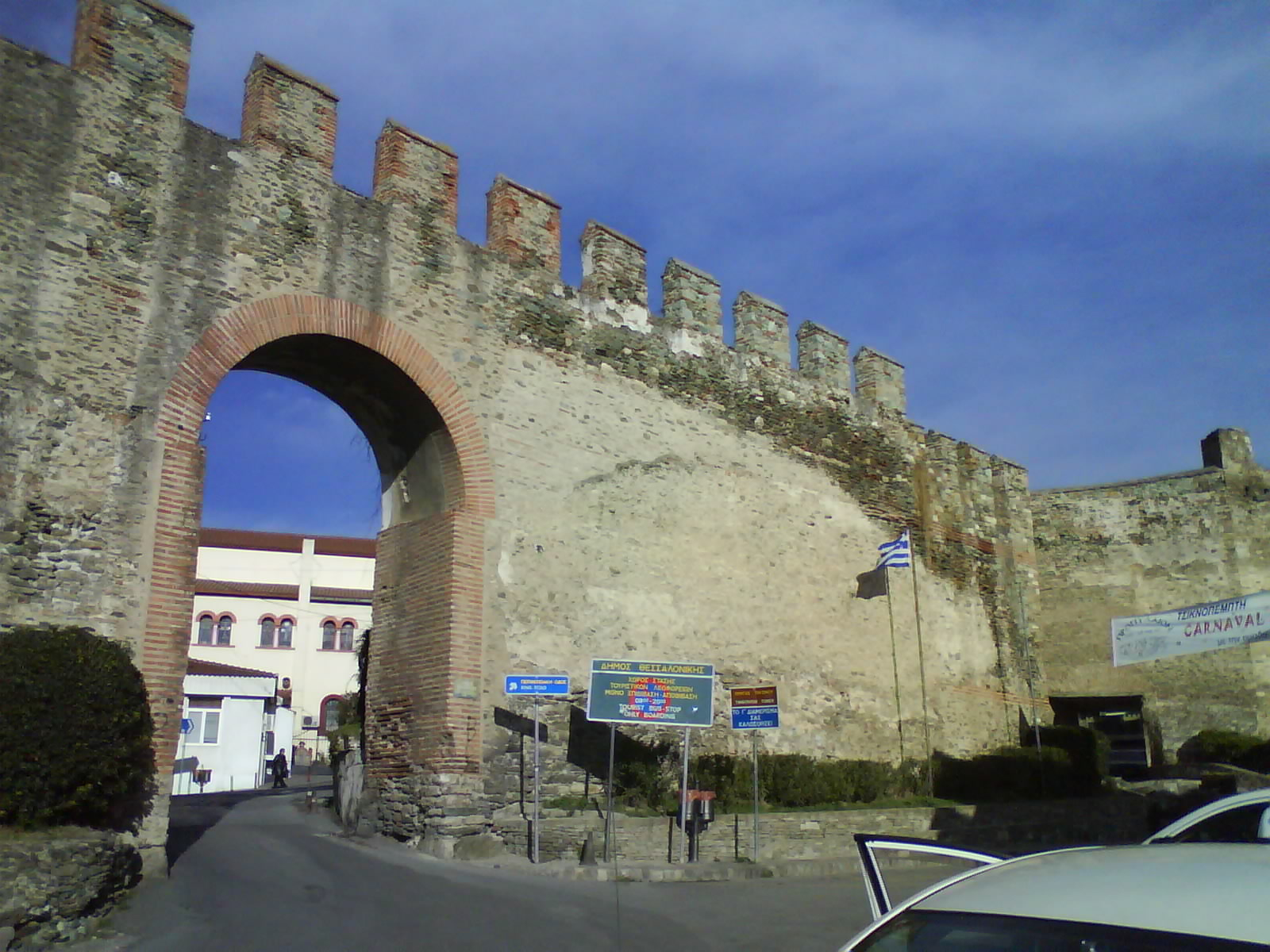
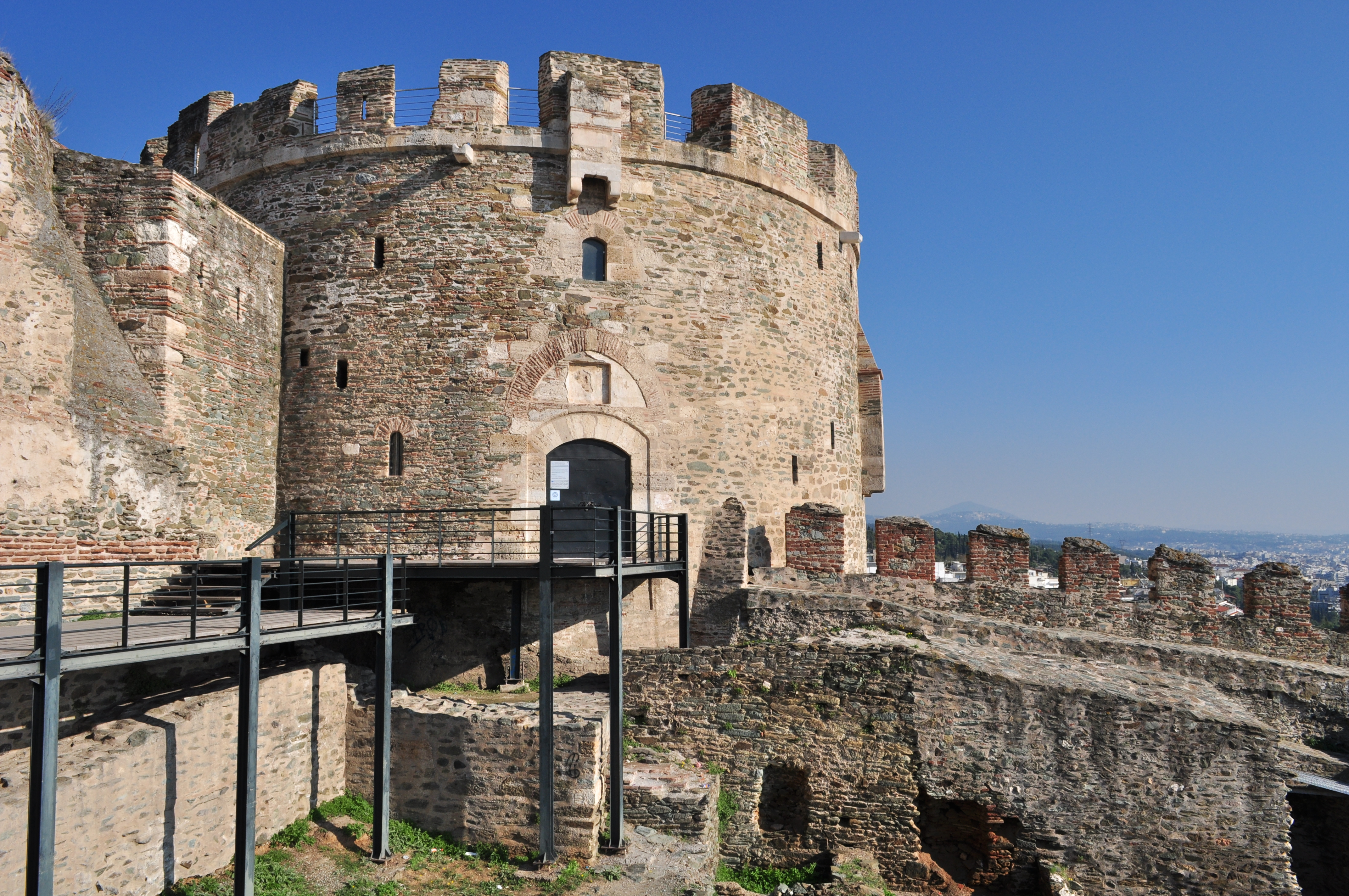

## 课程
- Kourkoutidou-Nikolaidou, E.; Tourta, A., , Kapon Editions: 15–26, 1997, ISBN 960-7254-47-3